# Фримонт (округ, Колорадо)
Фри́монт (англ. Fremont County) — округ в штате Колорадо, США. Официально образован в 1861 году. По состоянию на 2010 год, численность населения составляла 46 824 человека.

## География
По данным Бюро переписи США, общая площадь округа равняется 3 973,064 км2, из которых 3 970,474 км2 суша и 0,900 км2 или 0,060 % это водоёмы.

## Население
По данным переписи населения 2000 года в округе проживает 46 145 жителей в составе 15 232 домашних хозяйств и 10 494 семей. Плотность населения составляет 12,00 человек на км2. На территории округа насчитывается 17 145 жилых строений, при плотности застройки около 4,00-х строений на км2. Расовый состав населения: белые — 89,52 %, афроамериканцы — 5,34 %, коренные американцы (индейцы) — 1,53 %, азиаты — 0,50 %, гавайцы — 0,06 %, представители других рас — 1,22 %, представители двух или более рас — 1,82 %. Испаноязычные составляли 10,35 % населения независимо от расы.
В составе 30,00 % из общего числа домашних хозяйств проживают дети в возрасте до 18 лет, 56,30 % домашних хозяйств представляют собой супружеские пары проживающие вместе, 9,20 % домашних хозяйств представляют собой одиноких женщин без супруга, 31,10 % домашних хозяйств не имеют отношения к семьям, 26,90 % домашних хозяйств состоят из одного человека, 12,50 % домашних хозяйств состоят из престарелых (65 лет и старше), проживающих в одиночестве. Средний размер домашнего хозяйства составляет 2,43 человека, и средний размер семьи 2,93 человека.
Возрастной состав округа: 20,60 % моложе 18 лет, 7,50 % от 18 до 24, 33,40 % от 25 до 44, 24,00 % от 45 до 64 и 24,00 % от 65 и старше. Средний возраст жителя округа 39 лет. На каждые 100 женщин приходится 133,90 мужчин. На каждые 100 женщин старше 18 лет приходится 143,50 мужчин.
Средний доход на домохозяйство в округе составлял 34 150 USD, на семью — 42 303 USD. Среднестатистический заработок мужчины был 30 428 USD против 23 112 USD для женщины. Доход на душу населения составлял 17 420 USD. Около 8,30 % семей и 11,70 % общего населения находились ниже черты бедности, в том числе — 14,80 % молодёжи (тех, кому ещё не исполнилось 18 лет) и 7,40 % тех, кому было уже больше 65 лет.